# Тюльгаш
Тюльга́ш (рос. Тюльгаш) — село у складі Нижньосергинського району Свердловської області. Входить до складу Михайловського міського поселення.
Населення — 465 осіб (2010, 545 у 2002).
Національний склад станом на 2002 рік: росіяни — 99 %.